# Tatoeba
Tatoeba是一个自由的在线数据库，收集面向外语学习者的例句。Tatoeba一词来源于日语，意思是“举个例子”。与在线辞典网站不同，Tatoeba关注的是句子及其语法结构和翻译。

## 功能
用户无须注册便可以搜索任何单词的例句。如果例句含有对应的真人发音，也可以点击收听。
注册用户可以添加、翻译、接管、改进、讨论句子。还可以在留言板上和其他注册用户讨论。在留言板上，所有的语言都是平等的，注册用户可以使用自己喜欢的语言与其他用户交流。

## 汉语
Tatoeba上有中文、文言文、上海话、粤语、潮州话。每一句中文下面都有相应的由网站小工具提供拼音和简体或者繁体版本。美中不足的是，这些小工具提供的生成内容是不能修改的，而且是不加修饰的，也就是说，由简体生成的繁体语句并不是规范的，由语句生成的拼音也无法识别多音字。